# Glochidion cuspidatum
Glochidion cuspidatum är en emblikaväxtart som först beskrevs av Johannes Müller Argoviensis, och fick sitt nu gällande namn av Ferdinand Albin Pax. Glochidion cuspidatum ingår i släktet Glochidion och familjen emblikaväxter.
Artens utbredningsområde är Samoa. Inga underarter finns listade i Catalogue of Life.